# 김형석 (작가)
김형석(金亨錫, 1920년 4월 23일~)은 대한민국의 수필 작가, 철학자, 대학 교수이다.
1945년 8월 15일 을유광복 후, 1947년 3월 5일 삼팔도선(38선)을 넘어 당시 미군정 조선 시대의 수도 서울로 이주한 월남자 출신으로 1985년 2월 이후부터는 연세대학교 철학과 명예교수(그는 2020년 1월 이후 백세인)를 지내고 있다. 그는 연세대학교 철학과 교수(1985년 2월 이후 동교 동과 명예교수·1988년 8월 당시 동교 명예 철학박사 학위 취득.), 미국 시카고 대학교 철학과 연구교수 및 하버드 대학교 철학과 교환교수 등을 역임했으며, 미국 텍사스 주에 소재한 오스틴 대학교의 철학과 객원교수 등으로 출강하기도 했다. 대한민국 서양 철학자 1세대로 불리는 원로 철학자 겸 대학 교수이기도 하다.

## 생애

### 학창 시절, 광복 직후, 월남 이전
학창 시절과 1945년 광복 직후와 1947년 월남하기 이전
1920년 4월 23일(음력 3월 5일), 일제강점기 평안북도 운산군에서 출생한 뒤 평양 만경대 일대인 일제 시대 평안남도 대동군 고평면 송산리(현재의 북괴 영토의 수도 평양시의 만경대구역)에서 성장하여 숭실고보에서 윤동주와 함께 도산 안창호에게서 사사하기도 하였다.
1943년 일본 로마 가톨릭교회(예수회)가 세운 조치 대학교 철학과에서 학사 학위를 취득하였는데 그 당시의 대학 후배 김수환(故) 추기경과 같이 함께 수학하기도 했다.

### 1947년 당시 목숨을 건 월남의 배경
1947년 당시 북괴에서 피치못할 갈등 직후 일가족 및 이웃들과 함께 평양 탈출, 그리고 황해도에서 목숨을 건 월남
1944년 당시에 병으로 부친상을 치른 이듬해 1945년 을유 광복(8·15 해방)으로써, 이른바 태평양 전쟁에 주요 참전했던 일제가 패하여 망한 뒤에, 갑작스레 북괴에 소군정이 들어와서 북한이 갈수록 소련(소비에트 연방)으로부터 이른바 공산주의화가 되어가자 장로교 평신도인 그(김형석 교수)는 차라리 다른 누구보다도 자유롭게 남은 신앙 생활을 해 나가기 위해서 1947년 2월 8일 당시에 과부 홀어머님(훗날 2003년 3월 하세.)과 부인 김옥수(훗날 2003년 5월 상배.)과 큰딸(김성예 교수)과 큰아들(김성진 교수)을 비롯한 일가족들과 그 당시에 평안남도(平安南道)의 룡강(龍岡)을 일단 탈출하여 평양(平壤)으로 잠시 피신했던, 경신년생 원숭이띠 동갑내기 동료 프로테스탄트 평신도 안병욱(安秉煜) 교수와 이당 안병욱(怡堂 安秉煜)의 과부 홀어머님과 역시 이당(怡堂)의 과부 홀외조모 등을 비롯한 한두어명의 개신교계 대선배 및 동료 기독교 성도 등과 함께 모두 8명이서, 평안남도 평양 탈출을 감행하여 시골 벽지로 다다름 끝에, 황해도(黃海道)의 북부 권역의 수안군(遂安郡)에 당도, 자신의 일행 8명 모두 황해도의 수안군의 예성강(禮成江)의 선로(船路)에서 허름한 한 척의 배를 이른바 꼽사리로 얻어 타고, 경기도(京畿道)의 개풍군(開豊郡)의 서면(西面)의 연산리(淵山里)의 벽란도항(碧瀾渡港)에 당도하여(마지막 북괴(북한)의 영토 벽란도 끝으로 다다름), 그곳에서 모두 재차 낡은 배를 꼽사리로 갈아 타고 드디어 황해(黃海)의 해상 삼팔도선 남쪽으로 다다름하여 일단 당도한, 경기도(京畿道)의 강화군(江華郡)의 교동면(喬桐面)에서 마지막으로 모두, 중고 어선(中古 漁船)을 빌려 갈아 탑승한 직후, 영종도(永宗島)를 마지막으로 경유하여, 경기도(京畿道)의 인천부 제물포(仁川府 濟物浦)의 월미도(月尾島)에서 항로(航路)를 최종 당도함에 성공, 마지막으로 중고 어선에서 모두 마지막 발을 떼어, 수중에 남아 있는 액수로써, 자신의 일행들 8명 모두 경인선 열차(京仁線 列車)를 무작정 탑승하여, 1947년 3월 5일 당시, 미군정 시대 조선의 수도였던 서울특별자유자치시로 월남했다.
1947년 3월 5일 월남 직후 붕우 안병욱 일족들의 잠정적인 행보
1947년 3월 5일 월남 이후 사흘 지난 1947년 3월 8일, 그의 동갑내기 붕우(朋友)인 이당 안병욱(怡堂 安秉煜) 교수는 잠시나마 자신의 모친과 외조모, 이토록 함께 셋이서만 동반하여, 38선 이남 강원도 춘천 지역으로 떠난즉, 지난 1937년 아직 일제 시대 강원도(江原道)의 춘천군(春川郡)으로 시집 떠난, 1947년 당시 을묘년생 만32세 친누나 순흥 안씨 부인(順興 安氏 夫人)의 남쪽 강원도 시댁(媤宅)이기도 한 지역의 순흥 안씨 부인(順興 安氏 夫人)의 강원 춘천 시댁(江原 春川 媤宅)으로 잠시만 떠나 가서, 세명의 식객(食客)인양 강원도 춘천 지역에 잠시 피신 및 기거하였었다.

### 1947년 월남 이후의 대학 강단 생활
1947년 9월부터 1954년 2월까지 만으로 어언 7년 남짓 동안, 서울중앙중·고에서 국어 교사와 교감으로 아이들을 가르쳤는데 정진석(故) 추기경이야말로 본인(김형석)의 중앙중학교 교사로 재직 당시 상당히도 걸출한 제자 중 하나였다.
1954년 8월부터 1985년 2월까지는 연세대학교 철학과 교수(1985년 2월 이후 동교 동과 명예교수·1988년 8월 당시 동교 명예 철학박사 취득)로 교단(대학 강단)에서 후학을 비롯한 각자각자의 애제자(愛弟子)들을 길렀다. 수많은 중도적 성향이 짙은 개신교 색채의 철학적인 수필을 발표하여 뭇 독자에게 큰 감명을 주었으며, 특히 1959년 7월 6일 당시에 간행한, 수필집 《고독이라는 병》은 베스트셀러가 되기도 하였다.

### 철학적인 수필 활동
그의 수필은 현대인의 삶의 지표를 제시하기 위해 기독교적 실존주의를 배경으로써 하여금 현대 서구적 사회의 인간성이 넘치는 인본적 인문주의의 조건을 추구하여 부드럽고 시적인 문장으로 엮어, 뭇 독자들에게 감명을 주고 있다.
수필집으로는 《영원과 사랑의 대화》, 《오늘을 사는 지혜》, 《현대인과 그 과제》 등이 있다. 저서인 《예수》도 그 본인(김형석 교수)의 기독교 사상을 평이한 문체로 설명하는 수필이다.
규칙적인 식사와 규칙적인 운동 그리고 절제와 노력으로 건강을 유지하고 있다. 그는 이런 삶의 철학으로 살아왔다.
큰아들 또한 철학자인 한림대학교 명예교수 김성진(철학박사 출신)이며 둘째 아들(김성우)도 대학 교수 및 공학박사 출신이다. 슬하 2남 4녀(6남매)는 모두 결혼 및 성가(또는 기혼 및 출가)하였으며 특히 결혼 후 미국에 거주하고 있는 딸은 3명(둘째딸, 셋째딸, 막내딸, 이렇게 셋.)이다. 큰 친손녀(큰 아들 김성진 교수 부부의 큰딸)도 미국에서 대학 교수라고 한다.
아무리 자신보다 어리다고 해서 낮춤말로써 함부로 대함이 없는 인격을 가졌다는 존경을 받고 있다.

## 사상 및 철학
| “ | 종교가 만약에 교리가 되면 오히려 인간이 구속된다. 종교는 진리로 내 안에 들어와야 한다. 그래야 우리가 자유로워진다. | ” |

## 학력
- 평양숭실고보 자퇴(1938년 2월 자퇴[주 8])
- 평양제3고보 졸업(1939년 3월)
- 일본 조치 대학교 철학과 학사(1943년 3월)

### 명예 박사 학위
- 연세대학교 명예 철학박사(1988년 8월)

## 같이 보기
- 안창호 - 학창 시절 은사(독립운동가)
- 안병욱 - 경신년생 동갑내기 철학자

### 내용주
1. ↑  일제강점기 시대 말기 평안남도 평양 마산정 출생.
2. ↑  소련 군정 북괴 평안남도 대동 고평면 송산리 출생.
3. ↑  1920년 6월 26일 출생 ~ 2013년 10월 7일 하세, 호(號)는 이당(怡堂)이며 안병욱(安秉煜, 故)은 훗날 숭실대학교 철학과 명예교수 역임.
4. ↑  안병욱 숭실대학교 명예교수 자신의, 1947년 그 당시, 지난 10년 전이던 정축년(1937년)에 결혼한 친누나.
5. ↑  을유 팔일오 해방 이후의 삼팔도선(훗날의 휴전선)의 남쪽
6. ↑  안병욱(1920년~2013년) 교수의, 1947년 당시 결혼 10년차였던 1915년생 친누나 순흥 안씨 부인(1915년~1998년)의 미군정 조선 시대 말기 강원도 춘천 시댁.
7. ↑  훗날 숭전대 철학과 교수 등을 지낸 철학자 안병욱 교수의 친누나.
8. ↑  이후 1990년 12월 당시 서울 숭실고등학교 명예 졸업장 수여

### 참조주
1. ↑  김형석 (2) 선한 삶 몸소 보여주신 부모님… 신앙 길잡이 국민일보
2. ↑  (인문학 이야기) 김형석 교수의 장수 비결과 행복론, 연합뉴스
3. ↑  양민경 (2020년 12월 21일). “[역경의 열매] 김형석 (5) 학도병 징집 압박에 기도… 신검서 ‘불합격’”. 국민일보. 2022년 2월 4일에 확인함.
4. ↑  양민경 (2020년 12월 29일). “[역경의 열매] 김형석 (11) 중앙중·고서 7년간 교편… 학교 밖에선 성경공부”. 국민일보. 2022년 2월 4일에 확인함.
5. ↑  “100세 철학자의 쓴소리 "기독교 안믿으면 지옥? 그건 독선"”. 2020년 2월 7일에 확인함.